# Осаме Саграуї
Осаме Саграуї (норв. Osame Sahraoui, нар. 11 червня 2001, Осло, Норвегія) — марокканський футболіст, вінгер французького клубу «Лілль» та національної збірної Марокко.

## Ігрова кар'єра

### Клубна
Осаме Саграуї народився в Осло і є вихованцем столичного клубу «Волеренга», до якого він приєднався у 2014 році і пройшов всі молодіжні команди. У червні 2020 року у матчі проти «Стабека» вінгер дебютував у першій команді. У сезоні 2021/22 саграуї у складі «Волеренги» брав участь у матчах Ліги конференцій.
В січні 2023 року нідерландський клуб «Геренвен» підписав з норвезьким футболістом контракт на три з половиною роки. Саграуї дебютував за нову команду вже у наступній грі Ередивізі 4 лютого проти «Утрехта».
В серпні 2024 року Саграуї перейшов до французького «Лілля», з яким підписав п'ятирічний контракт.

### Збірна
Осаме Саграуї народився в Норвегії і має марокканське походження. Він отримував виклик до лав молодіжної збірної Марокко. Та у жовтні 2021 року футболіст вперше зіграв у складі молодіжної збірної Норвегії.
30 серпня 2024 року Саграуї змінив громадянство, щоб замість цього представляти національну збірну Марокко. 15 жовтня 2024 року він дебютував у складі національної збірної Марокко в матчі кваліфікації Кубка африканських націй 2025 проти команди ЦАР.